# Calle del Grabador Espinosa
La calle del Grabador Espinosa es una vía pública de la ciudad española de Segovia.

## Descripción
La vía discurre desde la calle del Seminario, junto a la plaza de los Espejos, hasta la del Obispo Gandásegui. Conocida en el pasado como «calle de la Potenda», honra con el título actual a Antonio Espinosa de los Monteros, quien fuera grabador principal de la casa de moneda y encargado de impulsar una escuela de dibujo que tuvo sede en la hoy conocida como plaza del Conde de Cheste. Aparece descrita en Las calles de Segovia (1918) de Mariano Sáez y Romero con las siguientes palabras:

Grabador Espinosa.—Entra por la calle del Seminario y sale a la del Saúco. En ella hay una larga escalinata que salva la pendiente. Recuerda su nombre a D. Antonio Espinosa de los Monteros, grabador principal de la casa de moneda, artista notable y verdadero fundador de la imprenta segoviana en 1778. La imprenta se conocía ya en Segovia en 1548. Fué Espinosa el creador de la escuela de dibujo, arte que enseñó este distinguido grabador, lo mismo que el grabado en hueco y el arte de imprimir. Al contratar con el municipio el establecimiento de la escuela práctica de dibujo, se obligó a establecer el arte de hacer punzones, y matrices de letras de imprimir y toda clase de grabado en hueco, en madera, de monedas, medallas y para ilustración de libros y dar gratuitamente la enseñanza de Geometría práctica para artesanos. La escuela de dibujo y la imprenta de este benemérito segoviano, que tanto bien hizo por la cultura de la Ciudad, se estableció en la casa llamada de Segovia, en la plazuela hoy del Conde de Cheste, donde luego estuvo el Instituto de 2.ª enseñanza. En esta calle existe el corralillo de vecindad, llamado de San Martín. Hasta hace algunos años se llamó calle de la Potenda, corrupción de Poterna, por la que había al final de la calle al lado de la célebre puerta de San Martín, entrada principal de la Ciudad.
(Sáez y Romero, 1918, pp. 78-79)